# Philippe Bourguignon
 (janvier 2022).
Pour les articles homonymes, voir Bourguignon.
Philippe Bourguignon est un homme d'affaires et chef d'entreprise français né en 1948 à Salins-les-Bains. Il a effectué une grande partie de sa vie professionnelle dans le secteur du tourisme, où il a fait une carrière internationale et a été coprésident du Forum économique mondial. Il était vice-président de Revolution Places, fondé par le cofondateur de America Online (AOL) Steve Case, et le co-président exécutif d'Exclusive Resorts jusqu'en décembre 2024. Il est associé fondateur du Shack, une oasis urbaine, qu'il a créé avec sa fille Emilie en 2020. Il est également investisseur actif dans One Rag Time, plateforme d'investissement venture. Depuis novembre 2024, il est membre du Conseil d'Administration de Positiv, dont la mission est d'accompagner des habitants des quartiers prioritaires de la ville dans la création de leur entreprise.

## Parcours
Il est diplômé d'une maîtrise en économie de l'Université d'Aix-Marseille, et également diplômé de l'IAE de Paris.
Il a notamment dirigé :
- de 1974 à 1988, chargé du développement sur l'Asie et le Pacifique pour le groupe Accor
- de 1988 à 1992, responsable du développement immobilier de la Walt Disney Company (Europe)
- de 1992 à février 1997, PDG d'Euro Disney SCA et simultanément d'octobre 1996 à mars 1997, vice-président de la Walt Disney Company (Europe)[2]
- d'avril 1997 à janvier 2003, PDG du Club Méditerranée

- de 1999 à 2012, membre du Conseil d'Administration de eBay et du site de rencontres Meetic de 2003 à 2005.
- d'août 2003 à mars 2004, administrateur délégué du Forum économique mondial de Davos, poste duquel il démissionne en mars 2004, a priori pour prendre la présidence du conseil commun d'Eurotunnel début avril mais une fronde des actionnaires l'en empêchera.
- d'avril 2004 à octobre 2005, PDG d'Aegis Média (ex-Carat), société de recherches en marketing et communications
- du 28/11/05 au 31/12/24, vice-PDG de Revolution Resorts[3], une nouvelle filiale de la société Revolution LLC de Steve Case[4] et Président de Exclusive Resorts jusqu'en décembre 2024 et Président de Miraval de janvier 2008 à décembre 2013.

Il a été membre du conseil d'administration de Zipcar, administrateur de Canal+, du journal Libération et de l’Institut Aspen France. Il a également été Président du Conseil Scientifique « Attractivité Économique du droit », au ministère de la Justice, en 2004 et 2005, et au comité exécutif du World Trade & Tourism Council.
Par la suite, Philippe Bourguignon siège au conseil d'administration de deux entreprises : Miraval, la station thermale la mieux cotée des États-Unis, et Vinfolio, le distributeur de vins. En outre, il est également membre du conseil d'administration de Neiman Marcus et du conseil d'administration de Operation Hope, une organisation à but non lucratif ayant pour vision d'éradiquer la pauvreté. Il est Président du Conseil d'administration de Primonial, une entreprise de gestion de patrimoine indépendante en France de 2015 à 2021.

## Décorations
Chevalier de la Légion d'honneur, officier dans l'ordre national du Mérite, Philippe Bourguignon a également été décoré de l'ordre du Wissam Al Alaoui du Maroc.

## Vie privée
Philippe Bourguignon est marié et père de deux enfants. Il participe à des courses de voile avec Bruno Peyron et a établi le record de traversée de la Manche. Il a également remporté la America's Cup des Bermudes avec l'équipe de Nouvelle Zélande en mai 2016.